# 西场村 (伊川县)
西场村,是中华人民共和国河南省洛阳市伊川县城关镇所辖的一个行政村。人口1462。行政区划代码410329100200。邮编471399。